# 三田村 (神奈川県)
三田村（さんだむら）は、神奈川県の中央部に位置した愛甲郡にかつてあった村である。
1946年6月1日に棚沢村、下川入村、妻田村、及川村、林村と合併し睦合村となった。

## 歴史
- 1889年4月1日 - 町村制施行により、愛甲郡三田村が発足。
- 1946年6月1日 - 棚沢村、下川入村、妻田村、及川村、林村と合併し睦合村が発足。同日付で三田村が廃止。